# Musée Fernand Léger - André Mare
Le musée Fernand Léger - André Mare est un musée situé à Argentan dans l'Orne et consacré aux œuvres des célèbres artistes français du XXe siècle Fernand Léger et André Mare. Le musée, ouvert en juillet 2019, est installé dans la maison d'enfance du premier de ceux-ci.

## Historique
La mère de Fernand Léger s'installe dans cette maison en 1884, après la mort du père du futur artiste.
Fernand Léger et André Mare sont tous deux élèves du collège Mézeray d'Argentan. Fernand Léger est de 4 ans l’aîné d’André Mare, mais leur passion commune pour la peinture les rapproche. En 1904, Mare rejoint Léger à Paris où ils partagent un atelier, rue Saint-Placide (Montparnasse). Après le départ d’André Mare pour le service militaire et celui de Fernand Léger en Corse pour soigner un début de tuberculose, les deux jeunes hommes échangent une fructueuse correspondance qui révèle leurs recherches d’artistes en devenir.
Une plaque commémorative est apposée sur le mur de la maison par Nadia Léger, veuve de l'artiste, en mai 1981. La maison est acquise par la ville en 1990. Le projet de musée est acté à la fin de l'année 2015.
Lors des travaux, un incendie se déclenche dans l'édifice le 26 février 2019. Le musée ouvre ses portes au public le 6 juillet 2019.

## Collections
Les collections du musée évoquent les deux artistes d'Argentan, l'un maître du cubisme et l'autre un des fondateurs de l'Art déco.
Le musée présente une trentaine d'œuvres et rend hommage aux Constructeurs de Fernand Léger.
Une œuvre précoce de Fernand Léger (1899), Cycles X, est acquise grâce à une action de mécénat et à une vente à prix modique eu égard à l'estimation. Cette œuvre fait partie des rares travaux datés d'avant 1910 non détruits par l'artiste.